# Julie Bradbury
Julie Jane Bradbury (Oxford, 22 de diciembre de 1967) es una deportista británica que compitió en bádminton para Inglaterra en las modalidades de dobles y dobles mixto.
Ganó tres medallas en el Campeonato Europeo de Bádminton, en los años 1994 y 1996. Participó en dos Juegos Olímpicos de Verano, en los años 1992 y 1996, ocupando el quinto lugar en Barcelona 1992, en la prueba de dobles.

## Palmarés internacional
| Representando a Inglaterra |                          |                   |              |
| Campeonato Europeo         |                          |                   |              |
| Año                        | Lugar                    | Medalla           | Prueba       |
| 1994                       | Den Bosch (Países Bajos) | Medalla de bronce | Dobles       |
| 1996                       | Herning (Dinamarca)      | Medalla de plata  | Dobles mixto |
| 1996                       | Herning (Dinamarca)      | Medalla de bronce | Dobles       |